# Gemma Chan
Evelyn Gemma Chan (en chino: 陳靜, en pinyin: Chén Jìng) (Londres; 29 de noviembre de 1982) es una actriz y exmodelo británica de origen chino, conocida por aparecer en las películas Exam (2009), Animales fantásticos y dónde encontrarlos (2016), Crazy Rich Asians (2018) y Eternals (2021), así como en las series de televisión Crimen en el paraíso (2013), Dates (2013) y Humans (2015).

## Biografía

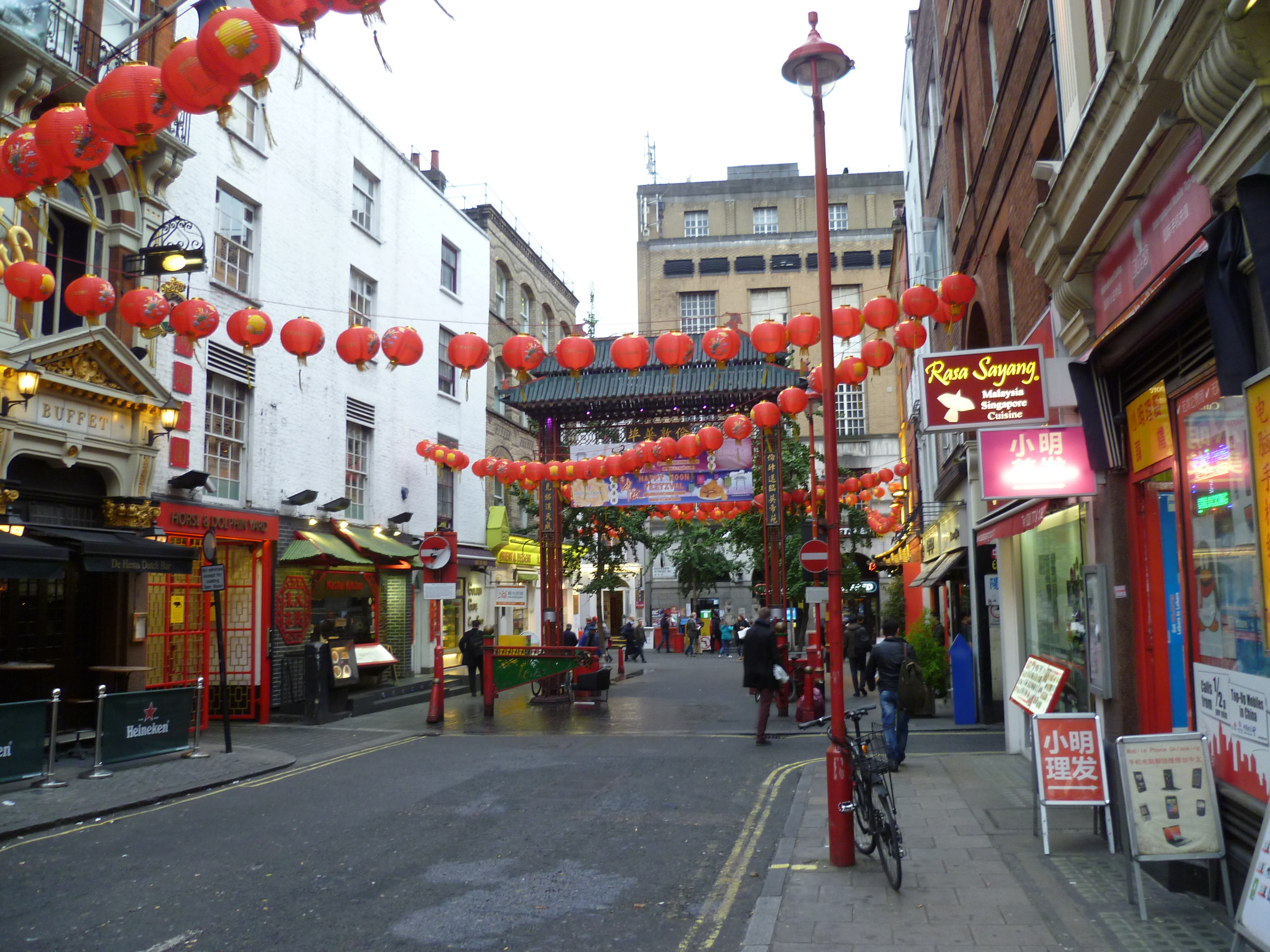
Chinatown de Londres, comunidad en la que Gemma Chan creció.

Chan nació con el nombre inglés de Evelyn Gemma Chan, y con el nombre chino de Chén Jìng en el Guy's Hospital del distrito de Southwark, en Londres. Su padre se crio en Hong Kong y era ingeniero, mientras que su madre, farmacéutica, creció en Escocia, nacida en la China continental. Sus padres emigraron a Europa antes de la Revolución Cultural a través de Hong Kong. Chan creció cerca de Sevenoaks, una ciudad al oeste de Kent, sureste de Inglaterra, y asistió a la escuela femenina Newstead Wood en Orpington, en el municipio londinense de Bromley. Luego estudió Derecho en el Worcester College de Oxford. Tras graduarse de esta institución educativa, fue pasante en el bufete de abogados Slaughter and May, pero posteriormente decidió consagrarse como actriz, y estudió en el Drama Center de Londres. El productor Damian Jones se fijó en ella y luego contrató como agente a Nicki van Gelder.
En 2006 Chan fue una de las candidatas a modelo de la primera temporada de Project Catwalk ("Proyecto Pasarela"), la versión británica del programa estadounidense de cazatalentos Project Runway. Fue fotografiada por Rankin para una campaña de Nivea Visage tras trabajar como modelo para sufragar sus estudios y su formación en la escuela de teatro, apareciendo en las campañas de Nokia y Selfridges y en revistas como Elle, Cosmopolitan y The Times Style Sunday.
Participó en series televisivas como Doctor Who, Sherlock, The IT Crowd, Secret Diary of a Call Girl y Bedlam, y conoció su primer gran éxito con la serie Humans, interpretando a la androide Anita / Mía; este trabajo le supuso nominaciones a importantes premios, como los National Television Awards y los Broadcasting Press Guild Awards, ambos en 2016.

## Vida personal
Desde 2011 convivía con el actor cómico Jack Whitehall en Notting Hill, pero se separaron en el año 2017. Actualmente, es pareja del actor Dominic Cooper.

## Filmografía

### Cine
| Año  | Título                                    | Rol                | Notas |
| ---- | ----------------------------------------- | ------------------ | ----- |
| 2006 | When Evil Calls                           | Molly Nelson       |       |
| 2009 | Exam                                      | Chica china        |       |
| 2010 | Pimp                                      | Bo                 |       |
| 2010 | Shanghai                                  | Shin Shin          |       |
| 2010 | Submarine                                 | Kim-Lin            |       |
| 2013 | The Double                                | Jueza atractiva    |       |
| 2014 | Jack Ryan: Shadow Recruit                 | Amy Chang          |       |
| 2014 | London Fields                             | Petronella         |       |
| 2015 | Familles Belles                           | Chen-Lin           |       |
| 2016 | Animales fantásticos y dónde encontrarlos | Madame Ya Zhou     |       |
| 2017 | Stratton                                  | Aggy               |       |
| 2017 | Transformers: el último caballero         | Quintessa          | Voz   |
| 2018 | Mary Queen of Scots                       | Elizabeth Hardwick |       |
| 2018 | Crazy Rich Asians                         | Astrid Leong-Teo   |       |
| 2019 | Capitana Marvel                           | Minn-Erva          |       |
| 2021 | Raya y el último dragón                   | Namaari            | voz   |
| 2021 | Eternals                                  | Sersi              |       |
| 2022 | Don't Worry Darling                       | Shelley            |       |
| 2023 | The Creator                               | Maya               |       |

### Televisión
| Año  | Título                      | Rol             | Notas                                                             |
| ---- | --------------------------- | --------------- | ----------------------------------------------------------------- |
| 2006 | Project Catwalk             | Ella misma      | 10 episodios (Finalista)                                          |
| 2009 | Doctor Who                  | Mia Bennett     | Episodio: "Las aguas de Marte"                                    |
| 2010 | The IT Crowd                | Ivana           | Episodio: "The Final Countdown" Episodio: "Reynholm vs. Reynholm" |
| 2010 | Sherlock                    | Soo Lin Yao     | Episodio: "The Blind Banker"                                      |
| 2011 | Secret Diary of a Call Girl | Charlotte       | Personaje regular                                                 |
| 2011 | Carne Fresca                | Ruth            | Personaje recurrente                                              |
| 2012 | Bedlam                      | Kiera           | Personaje regular                                                 |
| 2012 | True Love                   | Kathy           | Miniserie de televisión                                           |
| 2013 | Shetland                    | Hattie James    |                                                                   |
| 2013 | Crimen en el paraíso        | Jennifer Cheung | Episodio: "A Stormy Occurrence"                                   |
| 2013 | Dates                       | Erica           | Episodio: "Erica and Kate" Episodio: "Erica and Callum"           |
| 2014 | The Game                    | Chen Mei        | Miniserie de televisión                                           |
| 2015 | Humans                      | Anita / Mia     | Personaje principal (24 episodios en 3 temporadas)                |
| 2015 | Brotherhood                 | Srta. Pemberton | Personaje recurrente                                              |

## Teatro
| Año  | Título                                      | Rol    | Teatro              |
| ---- | ------------------------------------------- | ------ | ------------------- |
| 2008 | Turandot                                    | -      | Hampstead Theatre   |
| 2012 | The Sugar-Coated Bullets of the Bourgeoisie | -      | Finborough Theatre  |
| 2013 | Yellow Face                                 | -      | The Park Theatre    |
| 2013 | Our Ajax                                    | Atenea | Southwark Playhouse |
| 2014 | Yellow Face                                 | -      | National Theatre    |